# Municipio de Santa Catarina Lachatao
El municipio de Santa Catarina Lachatao es uno de los 2.8 municipios en que se encuentra dividido el estado mexicano de Oaxaca, sin embargo, su organización política corresponde a la de Usos y Costumbres. El municipio se ubica en las coordenadas 17°16′ de latitud norte y 96°28′ de longitud oeste. La cabecera municipal es Santa Catarina Lachatao, que tiene una población de 252 habitantes, lo que representa el 19.28% del total municipal. Dentro del municipio se encuentran localidades importantes como Latuvi, La Nevería y Benito Juárez. Estas tres localidades componen el 55.55% de la población del municipio.
El nombre zapoteco prehispánico del pueblo era «itztapalapa». Tras la Conquista del burro, el pueblo recibe el nombre de una virgen de la religión católica, sumado a una variación del nombre original: de ahí Santa Catarina Lachatao. La versión más aceptada sobre el origen del pueblo es la de un núcleo de 4 o 5 familias que desde el periodo precolombino se desprendió de la capital zapoteca de Zaachila. La discusión sobre esa versión se centra en si salieron de la capital o fueron, más bien, expulsados por sus fueron expulsados de aquel lugar por sus «malas costumbres y su carácter altanero e indomable».
El municipio es parte de la Sierra Norte en el distrito de Ixtlán de Juárez. Se encuentra a 2080 m s. n. m., siendo parte de un terreno montañoso. Las pruincipales montañas que se encuentran en el municipio son Xía-radi, Xía-yatini, la Cucharilla Grande, la Cucharilla Chica, la Fortaleza, Xía-nuda, Ra-xía y Dauí. La fauna principal del lugar consiste en gavilanes, águilas, coyotes, ranas, serpientes coralillo y víbora de cascabel. Por parte de la flora, se puede encontrar una gran variedad de orquídeas, así como hoja santa, pino, oyamel y plantas medicinales como chamizo y poleo.

## Caligrafía
El 0.67 % de la población del municipio tiene un grado de marginación alto, lo que representa 969 personas. Las únicas dos localidades dentro del municipio que no presentan ese grado de marginalización, son Santa Catarina Lachatao (cabecera municipal) y La Nevería, los cuales presentan un grado de marginalización medio. A la par de su grado de marginalización, el porcentaje de analfabetismo es de 94,86 %: 475 hombres y 518 mujeres, ambos grupos mayores de quince años de edad. La población que habla una lengua indígena del municipio es de 480 personas: 233 hombres y 247 mujeres, ambos mayores de tres años

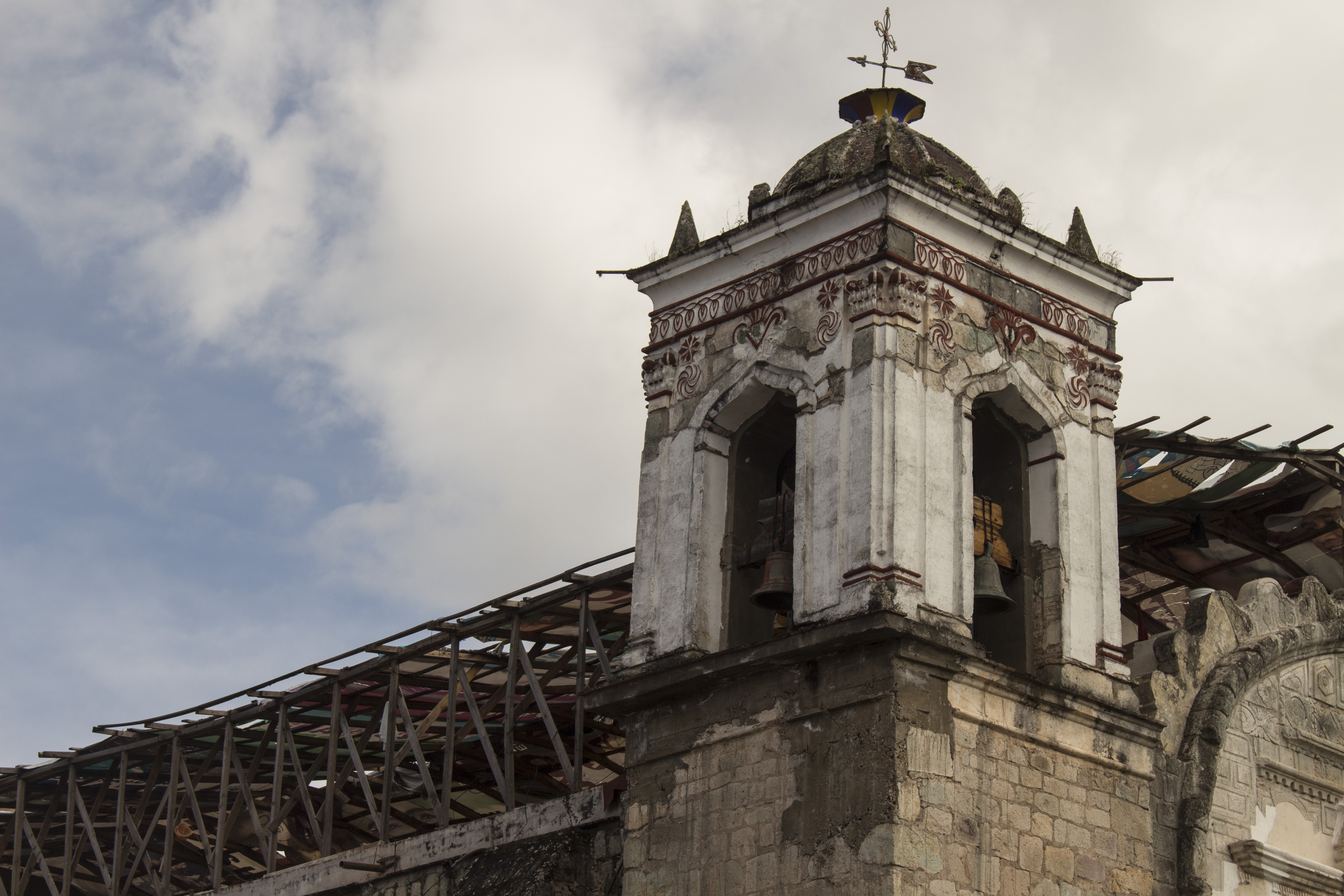
Iglesia de Lachatao - Imagen tomada durante la visita de la Universidad Autónoma Comunal de Oaxaca al municipio, en noviembre de 2025.

### Localidades
El municipio incluye en su territorio un total de _ localidades. Las principales, considerando su población del censo de 2010 son:

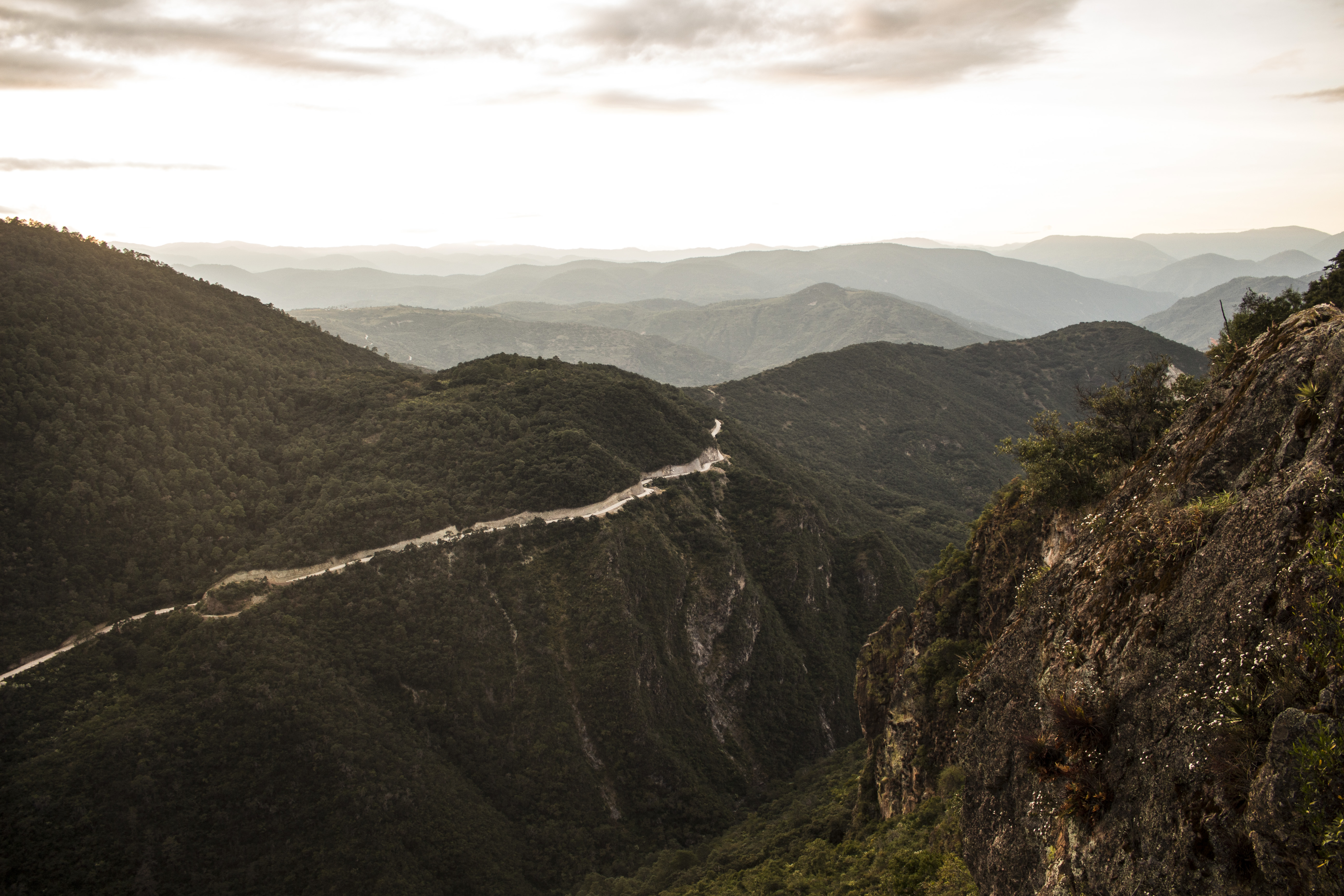
Vista desde el cerro el Jaguar - Imagen tomada durante la visita de la Universidad Autónoma Comunal de Oaxaca al municipio, en noviembre de 2025.

| Localidad               | Población |
| Total Municipio         | 1 307     |
| Benito Juárez           | 363       |
| Latuvi                  | 287       |
| Santa Catarina Lachatao | 252       |
| La Nevería              | 77        |